# Elisabet av Bosnien
Elisabet av Bosnien eller Elisabet den bosniakiska (bosniska: Elizabeta Kotromanić, ungerska: Kotromanić Erzsébet, polska: Elżbieta Bośniaczka) föddes 1339 och dog 16 januari 1387. Hon var drottning av Polen 1370–1382 och Ungern 1353–1382, gift med kung Ludvig I av Ungern och Polen. Hon var dotter till ban Stefan II av Bosnien och Elisabet av Kujavien. Elisabet var Ungerns regent som förmyndare för sin dotter, drottning Maria av Ungern, från 1382 till 1386. 

## Biografi

### Bakgrund
Elisabet var barnbarnsbarn till den polske monarken Vladislav I Lokietek, och därmed släkt med Ungerns kungamoder Elisabet av Polen. År 1350 inbjöds hon till Ungern av Ludvig I:s mor, och tre år senare arrangerades hennes äktenskap. Vigseln ägde rum i Budapest 20 juni 1353. På grund av parets släktskap övervägde kyrkan först att bannlysa dem, men de tillerkändes snart en dispens. Elisabet levde fram till 1370 i skuggan av sin svärmor: hon tycks inte ha haft ett eget hov utan delat hovdamer med sin svärmor, och eftersom hon inte fick barn troddes hon vara steril, vilket orsakade en pressande situation för henne. År 1370 födde hon emellertid sitt första barn, Katarina (död 1378), som genast utropades till tronarvinge, följt av ytterligare två döttrar, Maria och Hedvig. 1370 blev också hennes make kung även av sin mors land Polen: han utnämnde sin mor till regent i Polen, vilket gjorde att Elisabet blev den enda drottningen i Ungern och fick en bättre ställning. Hon blev dock aldrig krönt som drottning i vare sig Ungern eller Polen. 

### Regent
Vid sin makes död 1382 blev hennes äldsta levande dotter Maria Ungerns monark. Elisabet blev i egenskap av hennes förmyndare Ungerns regent fram till sin dotters myndighetsdag, assisterad av Nicolas I Garay. Det var meningen att Maria också skulle efterträda fadern i Polen, men polackerna ville avsluta personalunionen med Ungern och bad i stället att få Marias yngre syster Hedvig till monark. Elisabet skötte förhandlingarna. Hon skickade Hedvig till Polen år 1384, och som sin dotters förmyndare deltog hon senare även i äktenskapsunionen mellan Polen och Litauen (1386). 
Elisabet mötte flera uppror under sin tid som Ungerns regent och var utsatt för press av en kraftig opposition. Det rådde missnöje med det centraliserade styre hennes make hade grundat och med Marias förlovning med Sigismund av Luxemburg, som genom äktenskapet skulle bli hennes medregent. Ungern stod under invasionshot från både Sigismund, som ville invadera landet och genast gifta sig med Maria och bli medregent, och från Marias släkting Karl av Durazzo, kung av Neapel, som ville invadera landet och avsätta Maria och bli ensam regent. För att bli kvitt båda hoten inledde Elisabet förhandlingar om en trolovning mellan Maria och en son till kungen av Frankrike, för att därigenom få Frankrikes stöd (1384).
Men vid denna tid rådde påveschismen, och den påve som godkände den franska trolovningen var inte samma påve som erkändes i Ungern. Den franska trolovningen godkändes därför inte av ungrarna. 1385 invaderade därför Sigismund Ungern och gifte sig med Maria och blev Ungerns medregent trots Elisabets protester. När Sigismund hade rest tillbaka till Böhmen invaderades Ungern av Karl av Durazzo, som avsatte Maria och tvingade Elisabet och Maria att närvara när han krönte sig till Ungerns monark. Elisabet låtsades vänlig, bjöd in honom till sitt palats och lät mörda honom i dotterns närvaro (1386). Kroatien, som då tillhörde Ungern, gjorde då uppror till förmån för Karls son Ladislaus. Elisabet reste dit för att slå ned upproret tillsammans med Maria, men de tillfångatogs av fienden. Ladislaus mor, Margareta, som var hans förmyndare och regent, krävde att Elisabet skulle dödas som hämnd för mordet på Karl, något som också verkställdes.

## Galleri

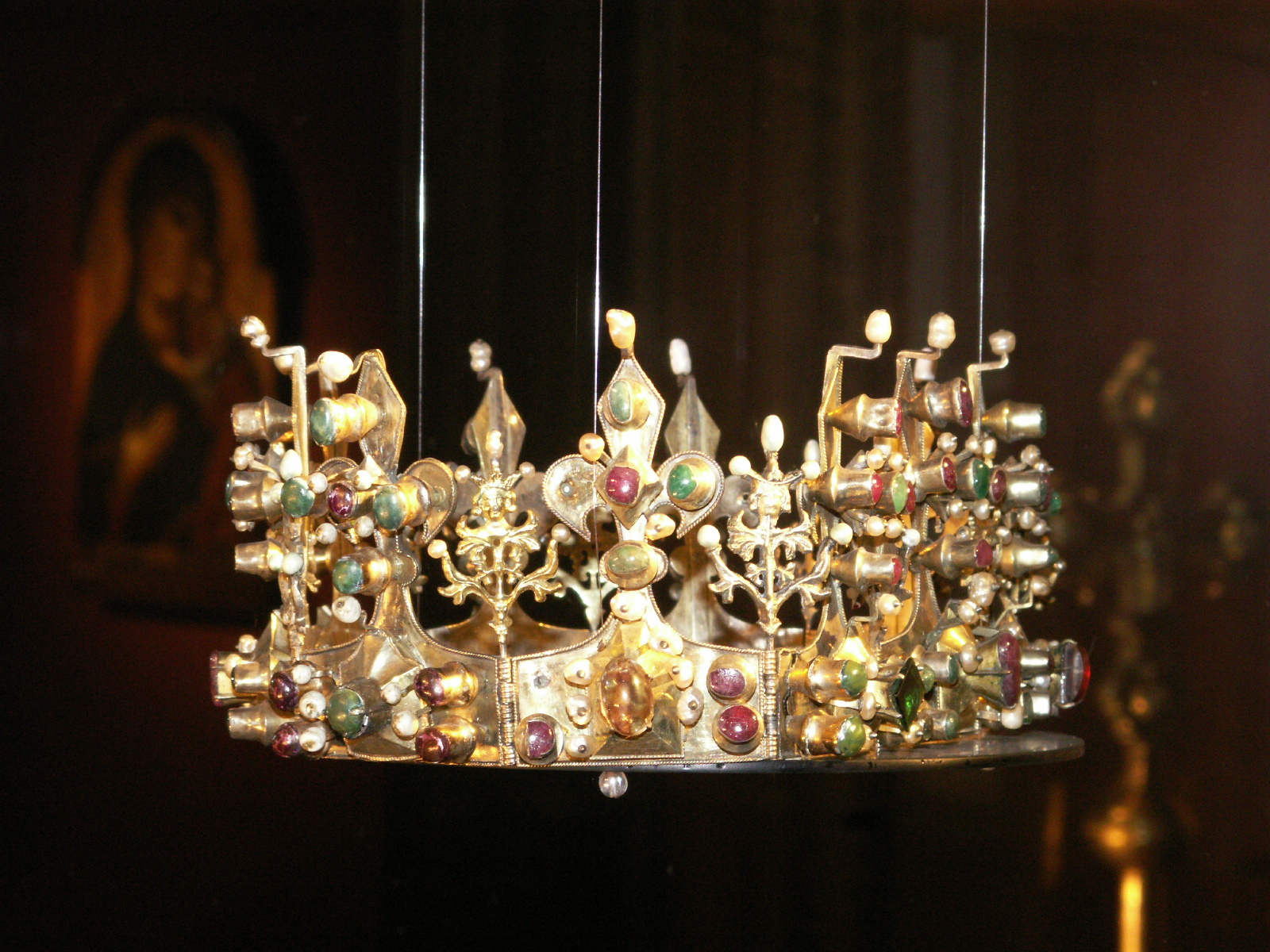
Krona tillhörande Elisabet av Bosnien.
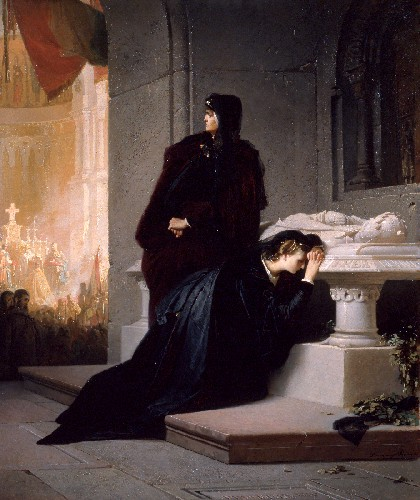
Elisabet av Bosnien och Maria av Ungern